# Hildburghausen (distrito)
Hildburghausen é um distrito (kreis ou landkreis) da Alemanha localizado no estado da Turíngia.

## Cidades e municípios
| Cidades livres                                          | Municípios livres                                                 |
| ------------------------------------------------------- | ----------------------------------------------------------------- |
| 1. Eisfeld 2. Hildburghausen 3. Römhild 4. Schleusingen | 1. Auengrund 2. Brünn 3. Masserberg 4. Schleusegrund 5. Veilsdorf |

| Verwaltungsgemeinschaften | Verwaltungsgemeinschaften                                                                                               | Verwaltungsgemeinschaften |
| --- | --- | ------------------------- |
| 1. Feldstein 1. Ahlstädt 2. Beinerstadt 3. Bischofrod 4. Dingsleben 5. Ehrenberg 6. Eichenberg 7. Grimmelshausen 8. Grub 9. Henfstädt 10. Kloster Veßra 11. Lengfeld 12. Marisfeld 13. Oberstadt 14. Reurieth 15. Sankt Bernhard 16. Schmeheim 17. Themar1, 2 | 2. Heldburger Unterland 1. Heldburg1, 2 2. Schlechtsart 3. Schweickershausen 4. Straufhain 5. Ummerstadt2 6. Westhausen |                           |
| 1sede do Verwaltungsgemeinschaft;2cidade | |                           |